# Maria-Lena Weiss
Maria-Lena Weiss (* 4. April 1981 in Tuttlingen) ist eine deutsche Politikerin (CDU) und Juristin. Sie ist seit 2021 Mitglied des Deutschen Bundestages.

## Leben

### Ausbildung und Beruf
Weiss wuchs in Mühlheim an der Donau auf. Nach dem Abitur am Otto-Hahn-Gymnasium Tuttlingen studierte sie Rechtswissenschaften an der Universität Konstanz. Nach ihrem Studium arbeitete Weiss als Rechtsanwältin in verschiedenen Positionen. 2008–2010 war sie u. a. parlamentarische Referentin des Mitglieds des Europäischen Parlaments Andreas Schwab. Parallel hierzu absolvierte sie 2009–2010 erfolgreich ein Aufbaustudium zur Magistra Verwaltungswissenschaften an der Deutschen Hochschule für Verwaltungswissenschaften Speyer. Sie arbeitete als Anwältin für Energierecht in München und bei Wurster Weiss und Kupfer (W2K) in Freiburg. Sie war außerdem wissenschaftliche Mitarbeiterin am Institut für Berg- und Energierecht der Ruhr-Universität Bochum und Rechtsanwältin bei der Stuttgarter Kanzlei Wirsing. Seit 2014 ist sie Lehrbeauftragte an der Dualen Hochschule Baden-Württemberg. 2023 promovierte Weiss an der Ruhr-Universität Bochum. Sie ist jetzt Doktorin der Rechte (Dr. jur.).

### Privates
Weiss lebt in Mühlheim an der Donau, ist römisch-katholisch, spielt in der Kirchengemeinde die Orgel und ist Musikantin in der Musikkapelle. Sie fährt Ski, ist verheiratet und hat drei Kinder.

## Politik

### Partei
Weiss trat 1998 in die Junge Union ein und ist seit 2015 Kreisvorsitzende der CDU Tuttlingen, nachdem sie von 2013 bis 2015 Bezirksvorsitzenden der Jungen Union Südbaden gewesen war. 2008–2012 war sie außerdem stellvertretende Landesvorsitzende der Jungen Union Baden-Württemberg. Bei der Wahl zur Kandidatin der CDU für den Bundestagswahlkreis Rottweil – Tuttlingen durch die Mitglieder der CDU-Kreisverbände Rottweil und Tuttlingen setzte sich Weiss mit über 62 Prozent der Stimmen gegen die IHK-Präsidentin der Region Schwarzwald-Baar-Heuberg Birgit Hakenjos durch, welche beispielsweise von Peter Boch, Jürgen Häring, Harald Marquardt und Hans-Jochem Steim unterstützt wurde.

### Abgeordnete
Weiss ist seit den Kommunalwahlen 2014 auf der Bürgerliste Mitglied des Gemeinderats in Mühlheim an der Donau. Von 2019 bis Februar 2022 war sie Mitglied des Kreistags des Landkreises Tuttlingen, wo sie als stellvertretende Fraktionsvorsitzende agierte. Zur Bundestagswahl 2021 gewann sie das Direktmandat für den Bundestagswahlkreis Rottweil – Tuttlingen mit 31,5 Prozess der Erststimmen und trat damit die Nachfolge von Volker Kauder (CDU) an, welcher nicht mehr zur Wahl angetreten war. Weiss ist ordentliches Mitglied im Ausschuss für Klimaschutz und Energie, seit Mai 2024 zusätzlich im Parlamentarischen Beirat für Nachhaltige Entwicklung, der die Nachhaltigkeitspolitik der Bundesregierung begleitet. Außerdem ist sie stellvertretendes Mitglied im Rechtsausschuss (Deutscher Bundestag) sowie im Ausschuss für Arbeit und Soziales.

## Politische Positionen
Der parlamentarische Schwerpunkt von Maria-Lena Weiss liegt bei Energiepolitik, zudem besetzt sie die Themen regionale Wirtschaft, Rechtsstaatlichkeit und ländlicher Raum.

## Mitgliedschaften
Maria-Lena Weiss ist Mitglied der überparteilichen Europa-Union Deutschland, die sich für ein föderales Europa und den europäischen Einigungsprozess einsetzt.